# Bloody Beach
Bloody Beach (koreanisch 해변으로 가다, Haebyeoneuro gada) ist ein südkoreanischer Splatterfilm aus dem Jahr 2000.

## Handlung
Eine Gruppe aus je vier jungen Frauen und Männer, die sich bisher noch nie gesehen haben, verabredet sich in einem Online-Chat zu einem Strandurlaub. Do-yeon erhält auf der Zugfahrt dorthin eine SMS von einem Sandmanzz. Dann verpasst sie auf der Toilette die Ankunft des Zuges und wird von einem Mann mit einem Messer ermordet.
Die restlichen Teenager treffen sich in einem Strandhaus und unternehmen eines Bootstour. Bei einem Tauchgang erstickt Nam-kyeong fast, als ihr der Sauerstoff ausgeht, wird aber vom beliebten Won-il gerettet. Später träumt sie, wie sie eingebuddelt im Sand erstochen wird.
Als die Gruppe sich am Abend beim Lagerfeuer eigentlich mit erotischen Fragespielen vergnügt, spricht Jae-seung plötzlich davon, dass Sandman tot sei, weil die Gruppe ihn schlecht behandelt habe. Damit ist die Stimmung kaputt. In einem weiteren Streit kommt heraus, dass Sandman im Internet-Club der Gruppe wohl gemobbt wurde. Yu-na fährt mit Jung-min in den Wald und hat Sex mit ihm. Als er anschließend pinkeln geht, werden sie beide im Wald ermordet. Nam, die durch einen Hinweis an einer Sandburg in den Wald gelockt wurde, hört die Schreie und rennt zurück ins Haus, um den Rest der Gruppe zu warnen. Dort ist eine drohende Mail angekommen. Die Gruppe durchsucht den Wald, findet die Blutspuren im Auto und ruft die Polizei.
Nam glaubt wegen der Chatnachrichten, dass Sandman einer von ihnen ist. Sandman habe gewusst, dass Yeong-woo ein Mädchen ist. Die Gruppe beschließt, dass alle sich einloggen sollen, um zu sehen, wem Sandman geschrieben hat. Als Jae-seung Probleme beim Einloggen hat, wird er von den anderen Jungen zusammengeschlagen. Während die anderen unten im Haus diskutieren, flieht er. Nachdem die anderen Jungen in den Wald gelaufen sind, ruft Jae-seung Nam an. Er gesteht, dass er Sandmans ID benutzt und auch die Gerüchte über dessen Tod verbreitet habe. Er bittet sie noch, seine Mails zu checken, bevor auch er ermordet wird. In einer Mail von Sandmanzz entdecken die Mädchen ein blutiges Foto.
In dem Moment fahren Polizisten am Haus vorbei, weil sie die Adresse nicht finden. Nam versucht vergeblich, dem Polizeiauto nachzulaufen und sieht sich einem Motorradfahrer gegenüber, den sie für Sandman hält. Won kommt mit dem Auto, rettet sie und überfährt den Motorradfahrer. Kurz darauf bemerkt sie jedoch Blutspuren im Auto und erkennt plötzlich, dass Won der Mörder ist. Daraufhin schlägt sie ihn mit dem Handy nieder, so dass er das Auto gegen einen Pfosten fährt. Sie läuft zurück ins Haus. Dort hat Won in der Zwischenzeit auch Yeong umgebracht und tötet Sang-tee vor Nams Augen. Danach verfolgt er Nam bis zu einer Klippe. Er sagt, dass er sie liebe, bevor beide ins Meer stürzen. Während der verletzte Won untergeht, taucht Nam auf und überlebt.

## Rezeption
Der Filmdienst kommt zu einem mittelmäßigen Urteil: „Südkoreanischer Slasherfilm, der amerikanische Vorbilder kopiert, ohne deren Selbstironie anzustreben, und in erster Linie an schlimmen Blutbädern Interesse zeigt. Innerhalb des moralisch höchst umstrittenen Genres zeichnet sich der Film jedoch durch seine solide Machart aus.“